# بعثة الأمم المتحدة للمساعدة في أفغانستان
بعثة الأمم المتحدة للمساعدة في أفغانستان (UNAMA) هي بعثة سياسية تابعة للأمم المتحدة أنشئت بناءً على طلب حكومة أفغانستان لمساعدتها في إرساء أسس السلام والتنمية المستدامين. تأسست البعثة لتقديم المساعدة إلى أفغانستان في 28 مارس 2002 بموجب قرار مجلس الأمن التابع للأمم المتحدة رقم 1401. تجلت مهمة البعثة الأصلية في دعم اتفاقية بون لعام ديسمبر 2001.
تمت مراجعة هذا التفويض سنويًا، وقد تم تغييره بمرور الوقت ليعكس احتياجات البلد وتم تمديده لعام آخر في 15 سبتمبر 2020، بموجب القرار 2543. الذي يدعوا البعثة إلى تقديم المساعدة إلى أفغانستان والممثل الخاص للأمين العام فيها، في إطار ولايتهما وبطريقة تتماشى مع سيادة أفغانستان وقيادتها وملكيتها، إلى مواصلة قيادة وتنسيق الجهود المدنية الدولية بالتعاون الكامل مع حكومة أفغانستان.
تعمل الأمم المتحدة في المنطقة منذ عام 1946 عندما انضمت أفغانستان إلى الجمعية العامة.